# Ангтхонг
Ангтхонг (тайск. อ่างทอง) — город в Таиланде, столица одноимённой провинции.

## Географическое положение
Город находится в 90 км к северу от Бангкока на берегах реки Чаупхрая.

## Население
По состоянию на 2015 год население города составляет 13 277 человек. Плотность населения — 2145 чел/км². Численность женского населения (51 %) превышает численность мужского (49 %).